# Djebel Ayachi
Pour les articles homonymes, voir Ayachi.
Le djebel Ayachi (en arabe : جبل العياشي Jbel Ayachi ; en tamazight ⴰⴷⵔⴰⵔ ⵏ ⵄⴰⵢⵢⴰⵛ Adrar n Ayyach) est un sommet du Haut Atlas, au Maroc, culminant à 3 757 m d'altitude. Situé au sud-ouest de Midelt, il abrite des gypaètes barbus.

## Géographie
Le djebel Ayachi est l’écotone entre le Nord paléarctique et le Sud marocain aux affinités subsaharienne et afro-érémienne[réf. nécessaire].